# Союз українців жертв російського комуністичного терору
Союз українців жертв російського комуністичного терору, СУЖЕРО — організація українців, репресованих комуністичним режимом, заснована 1950 в Торонто з ініціативи Семена Підгайного, який був надалі довголітнім головою Союзу.
Нараховує 15 відділів у Канаді. Заходами СУЖЕРО видано двотомник щодо злочинів сталінського режиму «The Black Deeds of the Kremlin. A White Book» (1953) і перекладено на англійську мову та видано 5 книг українських авторів.